# Don't You Worry Child
"Don't You Worry Child" é uma canção do grupo house music sueco Swedish House Mafia com participação nos vocais do cantor John Martin, sendo a décima sétima faixa e quarto single do álbum Until Now (2012). A canção foi nomeada para o Prémio Grammy de "Prémio Grammy para Melhor Gravação Dance" de 2013. A cantora Beth fez um cover para a música em 2015, que fez sucesso nas pistas dance dos EUA e Europa.

## Antecedentes
A canção foi anunciada durante a turnê do grupo na Austrália, no início de 2012. Afirmam que foi escrita com inspiração das belezas naturais da Austrália, sendo dito que, foi feito homens crescidos chorarem. O título "Don't You Worry Child" foi mencionado algumas vezes, com sugestões no Twitter do grupo. Quando foi anunciado que a turnê de Swedish House Mafia estava prestes a confirmar que seria sua última turnê, um single de despedida também foi anunciado – "Don't You Worry Child" sendo o single. A canção teve a sua estréia ao vivo em um concerto no Milton Keynes Bowl, e sua estréia em rádio de Pete Tong, na BBC Radio 1, mostrado em 10 de agosto de 2012. A canção foi escrita por John Martin e Kennedy Max, e a partitura sendo disponível para download grátis em arquivo PDF.

## Vídeo da música
O vídeo de "Don't You Worry Child" foi lançada em 14 de setembro de 2012 gravado inteiramente em uma performance no Milton Keynes Bowl.

## Lista de faixas
- Download digital[2]

1. "Don't You Worry Child" (Radio Edit) – 3:32
2. "Don't You Worry Child" (Extended Mix) – 6:43
3. "Don't You Worry Child" (Acoustic Version) – 4:17
4. "Save the World" (Zedd Remix) – 6:21

- Remixes – EP[3]

1. "Don't You Worry Child" (Tom Staar & Kryder Remix) – 6:20
2. "Don't You Worry Child" (Promise Land Remix) – 5:44
3. "Don't You Worry Child" (Joris Voorn Remix) –	7:02

## Gráficos e certificações
| País/Parada (2012–2013)                     | Melhor posição |
| ------------------------------------------- | -------------- |
| Alemanha (Media Control Charts)             | 9              |
| Austrália (ARIA Charts)                     | 1              |
| Áustria (Ö3 Austria Top 40)                 | 5              |
| Bélgica (Ultratop 50 Flanders)              | 4              |
| Bélgica (Ultratop 40 Valônia)               | 10             |
| Brasil (Hot 100 Airplay)                    | 23             |
| Brasil (Billboard Brasil Hot Pop)           | 3              |
| Brasil (Dance Club Play)                    | 1              |
| Canadá (Canadian Hot 100)                   | 9              |
| Colômbia (National Report)                  | 20             |
| Dinamarca (Hitlisten)                       | 2              |
| Escócia (Scottish Singles and Albums Chart) | 1              |
| Eslováquia (Rádio Top 100 Oficiálna)        | 2              |
| Espanha (PROMUSICAE)                        | 11             |
| Estados Unidos (Billboard Hot 100)          | 6              |
| Estados Unidos (Digital Songs)              | 1              |
| Estados Unidos (Pop Songs)                  | 2              |
| Estados Unidos (Hot Dance Club Songs)       | 1              |
| Estados Unidos (Radio Songs)                | 8              |
| Estados Unidos (Top Heatseekers)            | 1              |
| Estados Unidos (YouTube)                    | 14             |
| Finlândia (Suomen virallinen lista)         | 4              |
| França (SNEP)                               | 37             |
| Grécia (Digital Songs)                      | 6              |
| Hungria (Rádiós Top 40)                     | 6              |
| Hungria (Dance Top 40)                      | 4              |
| Irlanda (IRMA)                              | 2              |
| Islândia (Tónlist)                          | 20             |
| Itália (FIMI)                               | 8              |
| Luxemburgo (Digital Songs)                  | 7              |
| México (Monitor Latino)                     | 3              |
| Noruega (VG-lista)                          | 2              |
| Nova Zelândia (RIANZ)                       | 2              |
| Países Baixos (MegaCharts)                  | 5              |
| Polónia (ZPAV)                              | 17             |
| Portugal (Digital Songs)                    | 4              |
| Roménia (Romanian Top 100)                  | 39             |
| Reino Unido (UK Singles Chart)              | 1              |
| Reino Unido (UK Dance Chart)                | 1              |
| Suécia (Sverigetopplistan)                  | 1              |
| Suíça (Schweizer Hitparade)                 | 7              |
| Turquia (Turkish Music Charts)              | 8              |
| Venezuela (Record Report Top 100)           | 62             |
| Venezuela (Record Report Pop Rock General)  | 1              |
| Mundial (2012–2013)                         | Melhor posição |
| Mundo (Acharts.us)                          | 5              |

| País/Parada (2012)                    | Melhor posição |
| ------------------------------------- | -------------- |
| Austrália (ARIA Charts)               | 10             |
| Brasil (Crowley Broadcast Analysis)   | 6              |
| Estados Unidos (Billboard Hot 100)    | 28             |
| Estados Unidos (Hot Dance Club Songs) | 24             |
| Hungria (Rádiós Top 40)               | 48             |
| Reino Unido (UK Singles Chart)        | 13             |
| Suécia (DigiListan)                   | 11             |
| Suíça (Schweizer Hitparade)           | 70             |

| Austrália (ARIA)                                                                                             | 5× Platina | 350.000^   |
| Áustria (IFPI Áustria)                                                                                       | Ouro       | 15.000x    |
| Bélgica (BEA)                                                                                                | Ouro       | 15.000*    |
| Canadá (Music Canada)                                                                                        | 3× Platina | 240.000^   |
| Dinamarca (IFPI Dinamarca)                                                                                   | Ouro       | 15.000^    |
| Estados Unidos (RIAA)                                                                                        | 2× Platina | 2.000.000* |
| Itália (FIMI)                                                                                                | 2× Platina | 60.000*    |
| Nova Zelândia (RIANZ)                                                                                        | 2× Platina | 30.000*    |
| ^Valores enviados com base em certificação individual *Números de vendas com base em certificação individual |            |            |

## Histórico de lançamento
| País        | Data                   | Formato          | Gravadora             |
| ----------- | ---------------------- | ---------------- | --------------------- |
| Mundo       | 14 de setembro de 2012 | Download digital | Polydor Records (TBC) |
| Reino Unido | 8 de outubro de 2012   | Download digital | Polydor Records (TBC) |